# Andradea
- Commons
- Wikispecies

Andradea Allemao  é um género botânico pertencente à família Nyctaginaceae.

## Espécies
Apresenta uma única espécie:
- Andradea floribunda Allemao